# Lumberjacks de Muskegon (1992-2010)
Pour la franchise originale du même nom, voir Lumberjacks de Muskegon (1984-1992). Pour la franchise de l'USHL, voir Lumberjacks de Muskegon (USHL).
Les Lumberjacks de Muskegon sont une équipe professionnelle de hockey sur glace ayant évolué dans la Colonial Hockey League, la United Hockey League et la Ligue internationale de hockey. Elle était située dans la ville de Muskegon, dans l'État du Michigan. Elle a remporté le championnat de la Coupe Coloniale de la United Hockey League en 1999, 2002, 2004, et 2005 sous le nom de Fury de Muskegon.

## Histoire de la franchise

Ancien logo de l'équipe

Le Fury de Muskegon est créé en 1992 après la relocalisation des Lumberjacks de Muskegon de la Ligue internationale de hockey à Cleveland, en Ohio. L'équipe s'est inclinée en finale contre les Trashers de Danbury lors de l'édition 2005-2006 des séries de championnat d'après-saison, ratant de peu un troisième titre de championnat consécutif de la Coupe Coloniale.
Le 30 août 2006, Bruce Ramsey est nommé à titre de nouvel entraîneur-chef du Fury pour la saison 2006-2007, remplaçant Todd Nelson, qui avait accepté un poste d'assistant-entraîneur pour les Wolves de Chicago quelques jours auparavant.
Le L.C. Walker Arena (en) de Muskegon est le domicile permanent du Fury.
Le 12 septembre 2008, le propriétaire du Fury décide de renommer l'équipe et de lui faire reprendre l'ancienne appellation de l'équipe de la ville : les Lumberjacks de Muskegon.
Au terme de la saison 2009-2010, Les Lumberjacks déménagent à Evansville et sont renommés IceMen d'Evansville.

## Championnats
| Année     | Ligue | Trophée         |
| --------- | ----- | --------------- |
| 1998-1999 | UHL   | Coupe Coloniale |
| 2001-2002 | UHL   | Coupe Coloniale |
| 2003-2004 | UHL   | Coupe Coloniale |
| 2004-2005 | UHL   | Coupe Coloniale |